# Jarmilaxipha
Jarmilaxipha is een geslacht van rechtvleugeligen uit de familie krekels (Gryllidae). De wetenschappelijke naam van dit geslacht is voor het eerst geldig gepubliceerd in 1998 door Otte & Peck.

## Soorten
Het geslacht Jarmilaxipha  is monotypisch en omvat slechts de volgende soort:
- Jarmilaxipha ecuadorica (Otte & Peck, 1998)